# John M. Holley
John Milton Holley (* 10. November 1802 in Salisbury, Connecticut; † 8. März 1848 in Jacksonville, Florida) war ein US-amerikanischer Jurist und Politiker. Zwischen 1847 und 1848 vertrat er den Bundesstaat New York im US-Repräsentantenhaus.

## Werdegang
John Milton Holley graduierte 1822 am Yale College. Er studierte Jura. Nach dem Erhalt seiner Zulassung als Anwalt begann er 1825 in Black Rock im Cayuga County zu praktizieren. Er zog 1826 nach Lyons. Dort setzte er seine Tätigkeit als Anwalt fort. Zwischen 1838 und 1841 saß er in der New York State Assembly. Er war zwischen 1842 und 1845 Bezirksstaatsanwalt im Wayne County. Politisch gehörte er der Whig Party an.
1844 kandidierte er erfolglos für den 29. Kongress. Bei den Kongresswahlen des Jahres 1846 für den 30. Kongress wurde er im 27. Wahlbezirk von New York in das US-Repräsentantenhaus in Washington, D.C. gewählt, wo er am 4. März 1847 die Nachfolge von John De Mott antrat. Er starb vor dem Ende seiner Amtsperiode am 8. März 1848 in Jacksonville. Sein Leichnam wurde auf dem Rural Cemetery in Lyons beigesetzt.